# General Vedia
General Vedia es una localidad chaqueña situada en el departamento Bermejo, provincia del Chaco, Argentina. Esta localidad es conocida también como la "cuna del escudo chaqueño".
Dentro del municipio se hallan también las localidades rurales de Paraje San Carlos y El Retiro.

## Geografía
Se encuentra situada en el este de la provincia, a la vera del Río de Oro y dista de la ciudad de Resistencia en 86 km.

## Economía
La principal actividad económica de la localidad es el turismo y entre sus principales atracciones se encuentran el balneario situado a la vera del Río de Oro (que debe su nombre por sus aguas doradas) y en donde se pueden apreciar grandes tacuarales, vegetación frondosa y añeja mezclada entre palmeras pindó, ambay y lapachos, y una vista del puente histórico levadizo, construido totalmente en madera.
Las principales opciones de pesca en este río son: el surubí, pacú, boga y el manduré.
El casco urbano de la localidad se compone por 876 hogares.

## Eventos
- Primera semana de enero: se habilita el balneario sobre el Río de Oro.

- 12 de octubre: Fiesta aniversario

- 28 de noviembre: Fiesta patronal en honor a Cristo.

- Segunda quincena de febrero: Festival del Puente y el Río, consiste en un Festival folclórico, luego baile y elección de reina.

## Vías de comunicación
Dos rutas de tierra vinculan a General Vedia con el resto de la provincia. La ruta provincial 1 la comunica al sur con  La Leonesa, Resistencia, y al norte con Puerto Bermejo. El tramo hasta La Leonesa se encuentra en 2021 pronto a culminar su pavimentación, donde empalma con la ruta 56. Dicha ruta se vincula con pavimento hacia la Ruta Nacional 11, en lo que será el acceso pavimentado a la localidad.
La ruta provincial 37 la comunica al noroeste con la ruta nacional 11.

## Población
Cuenta con 1751 habitantes (Indec, 2010), lo que representa un descenso del 4,8 % frente a los 1,840 habitantes (Indec, 2001) del censo anterior. En el municipio el total ascendía a los 3,513 habitantes (Indec, 2001).
| Gráfica de evolución demográfica de General Vedia entre 1991 y 2010 |
|                                                                     |
| Fuente: Censos nacionales del INDEC                                 |